# Centrarthra cretacea
Centrarthra cretacea là một loài bướm đêm trong họ Noctuidae.